# Afyonkarahisar

Afyonkarahisar (eller bara Afyon, tidigare Karahisar-i Sahip, Afium-Kara-hissar eller Afyon Karahisar) är en stad i västra Turkiet och är belägen cirka 250 kilometer sydväst om Ankara. Folkmängden uppgick till 179 344 invånare i slutet av 2011. Staden är en betydande järnvägsknut mellan Izmir och Ankara. Den är huvudort i provinsen Afyonkarahisar.
Staden hette under antiken Acroënus tills den 740, efter att bysantinarna vunnit den arabiska belägringen av staden, döptes om till Nikopolis, "segerstad". Seldjukerna kallade den Kara Hissar, "svarta slottet". Det nuvarande namnet kommer av tillägget 'afyon', "opium"; staden har historiskt varit ett viktigt centrum för opiumhandel.